# Anthreptes neglectus
Anthreptes neglectus е вид птица от семейство Nectariniidae.

## Разпространение
Видът е разпространен в Кения, Мозамбик и Танзания.